# Antonio Briceño
Antonio Briceño (Caracas, Venezuela, 5 de diciembre de 1966) es un fotógrafo venezolano, presente en la escena artística nacional desde 1987. Es Licenciado en Biología (Universidad Central de Venezuela, 1993) y Máster Universitario en Artes Digitales (Universidad Pompeu Fabra, Barcelona, España, 2015).

## Biografía
Antonio Briceño Linares nació en Caracas el 5 de diciembre de 1966. Desde su temprana infancia tuvo a la fotografía y a la naturaleza como sus principales pasiones, la segunda de las cuales lo llevó a cursar estudios de biología en la Universidad Central de Venezuela. En esa época, junto con varios compañeros, funda la asociación PROVITA, que habría de devenir en una de las instituciones conservacionistas más activas de Venezuela y cuyos esfuerzos se han concretado en la publicación del Libro Rojo de la Flora Venezolana y el Libro Rojo de la Fauna Venezolana, entre otros muchos méritos. Sin embargo, el pulso entre la biología y la fotografía lo fue ganando esta última, ya desde mediados de su licenciatura, lo que significó un viraje desde la fotografía de la naturaleza hacia temas más sociales.
En 1996 ganó el XVI Premio de Fotografía Luis Felipe Toro, otorgado por el Consejo Nacional de la Cultura de Venezuela, gracias al cual expone en el Museo de Bellas Artes de Caracas, iniciando así una intensa actividad expositiva internacional. Representó a Venezuela en la 52 Bienal de Venecia (2007) y ha sido merecedor de, entre otras distinciones, el Green Leaf Award for Artistic Excellence 2008 (Natural World Museum y ONU) y el Premio de la Crítica AICA 2011 , otorgado por la Asociación Internacional de Críticos de Arte, capítulo Venezuela, como Artista consagrado, por su sostenida trayectoria y aportes en la utilización de la fotografía como un medio para comunicar una poética que clama por el respeto al planeta, a sus pobladores y a las culturas.

## Exposiciones

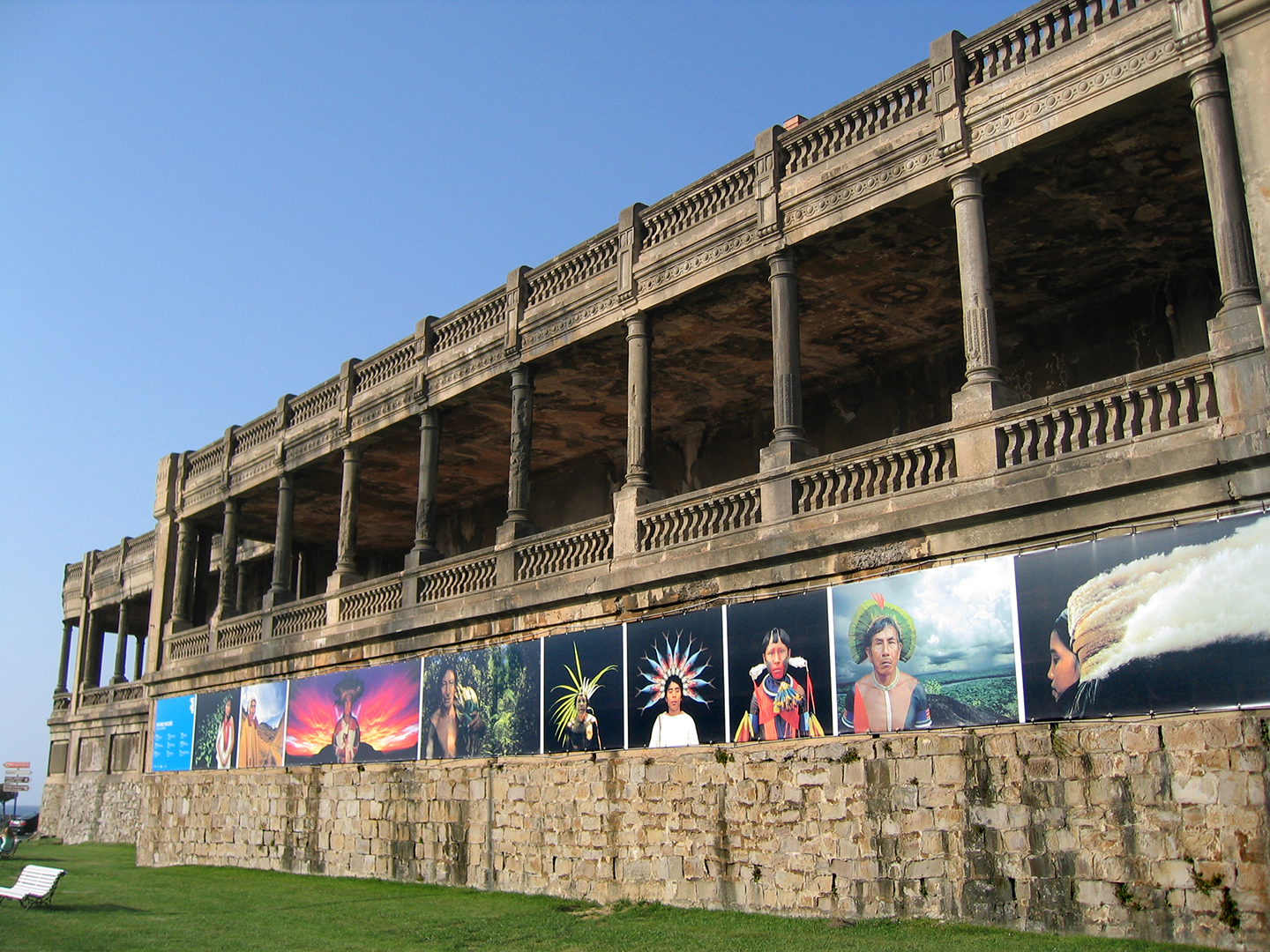
Dioses de América. Getxophoto, Getxo. 2007.

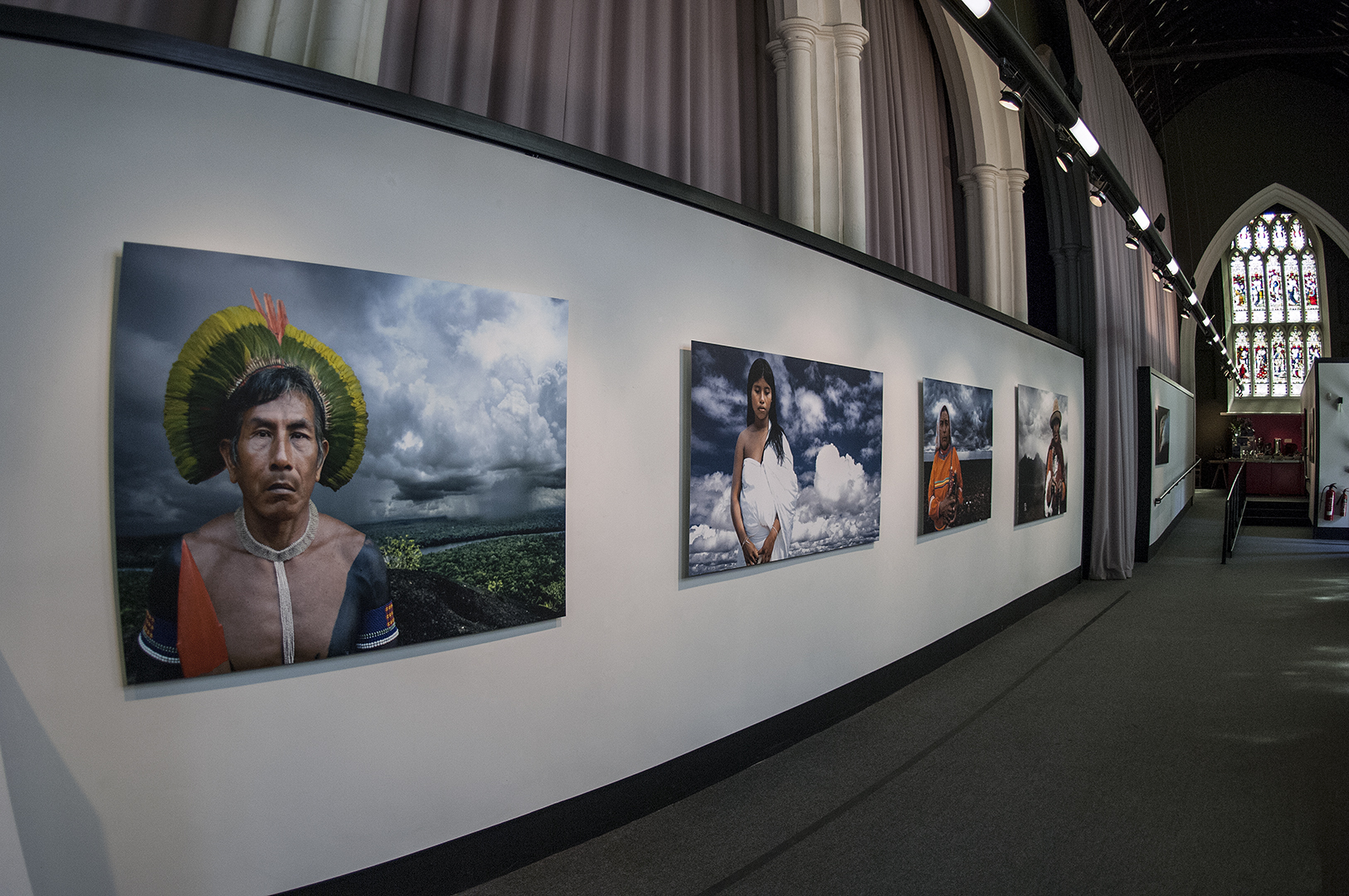
Gods of America. Salisbury Art Centre, Salisbury. 2007.

Inició su carrera expositiva en 1987. Entre 1996 y 2002 expuso en forma individual: Velos y turbantes (Lalit Kala Akademi, Nueva Delhi, 1996); Pasajeros (Museo de Bellas Artes de Caracas, 1997), serie por la que obtuvo el primer lugar del XVI Premio de Fotografía Luis Felipe Toro; Devoción (Galería Los Talleres, México, 1998; Casa de las Américas, La Habana, 1999; Maison Internationale, Bruselas, 2000); Guadalupanos (Ateneo de Caracas, 1999) y Los Chamanes (Galería Adriana Schmidt, Stuttgart, 2002).

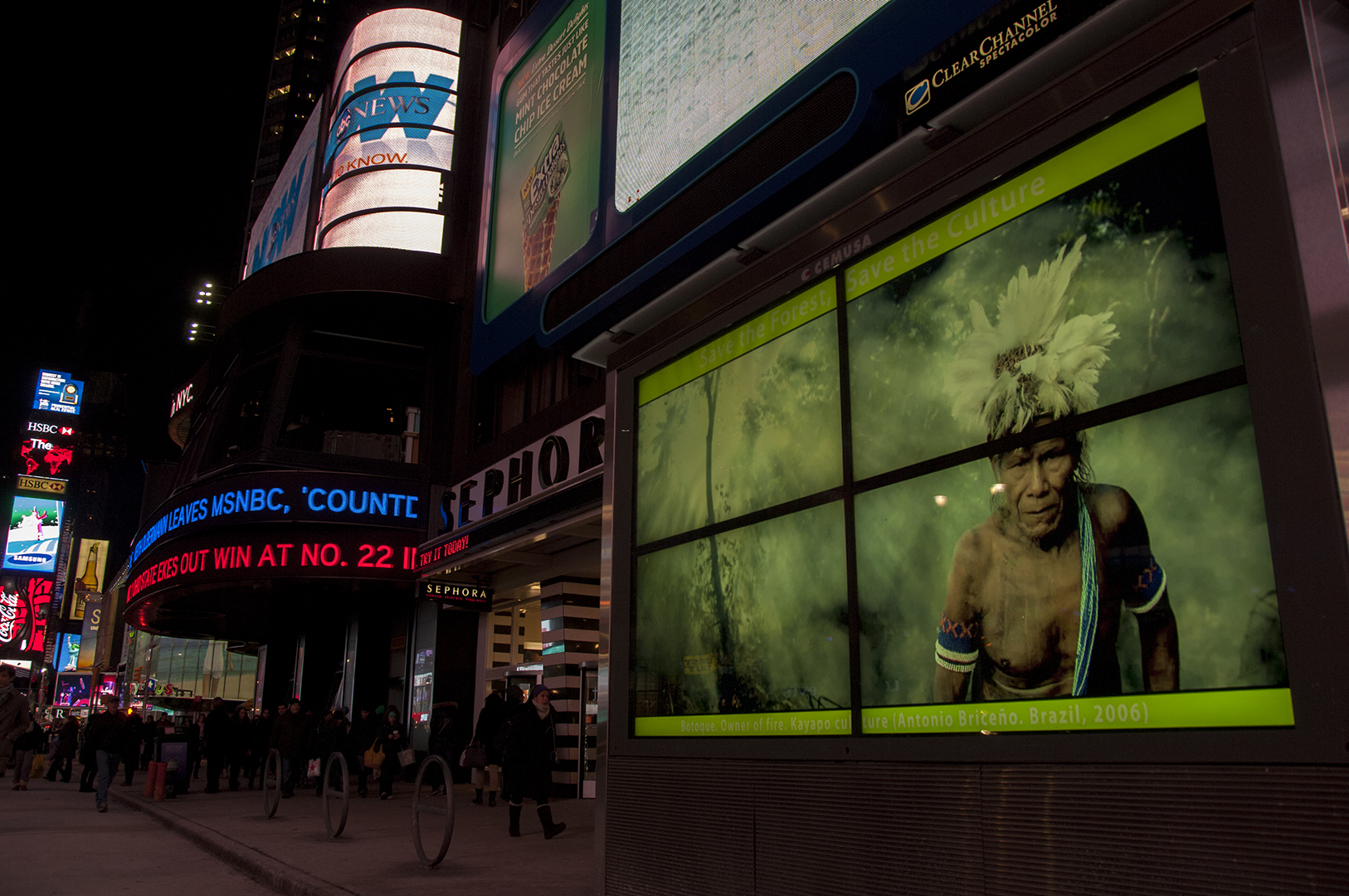
Gods of America. Save the forest. Save the culture. Times Square, New York, 2011.

Entre los años 2001 y 2007 desarrolló Dioses de América. Panteón natural, un panteón de divinidades de diez culturas indígenas de seis países del continente americano: Huichol (México, 2001), Piaroa (Venezuela, 2002), Kogui y Wiwa (Colombia, 2003),  Wayuu (Venezuela, 2005), Kuna (Panamá, 2005), Quero (Perú, 2005), Kayapó (Brasil, 2006), Ye´Kuana y Pemón (Venezuela, 2007). Para el desarrollo de este trabajo recibió diversas becas, entre las que destacan la del Programa de Intercambio de Residencias Artísticas (Grupo de los Tres G3), la Beca de Estancia para Creación Artística (Gobierno de México) y la Beca de Apoyo a Artistas (Centro Nacional de las Artes, México), y con ella representó a Venezuela en la 52 Bienal de Venecia (2007). Ha sido también expuesta en México, Reino Unido, España , Hungría, Suecia , Nueva Zelanda     , Alemania , Francia  (enlace roto disponible en Internet Archive; véase el historial, la primera versión y la última). , Colombia, Finlandia, Estados Unidos    (enlace roto disponible en Internet Archive; véase el historial, la primera versión y la última)., Perú y Venezuela.
En 2008 desarrolló El Árbol , donde retrata el culto a los ancestros entre los Maorí de Nueva Zelanda. 

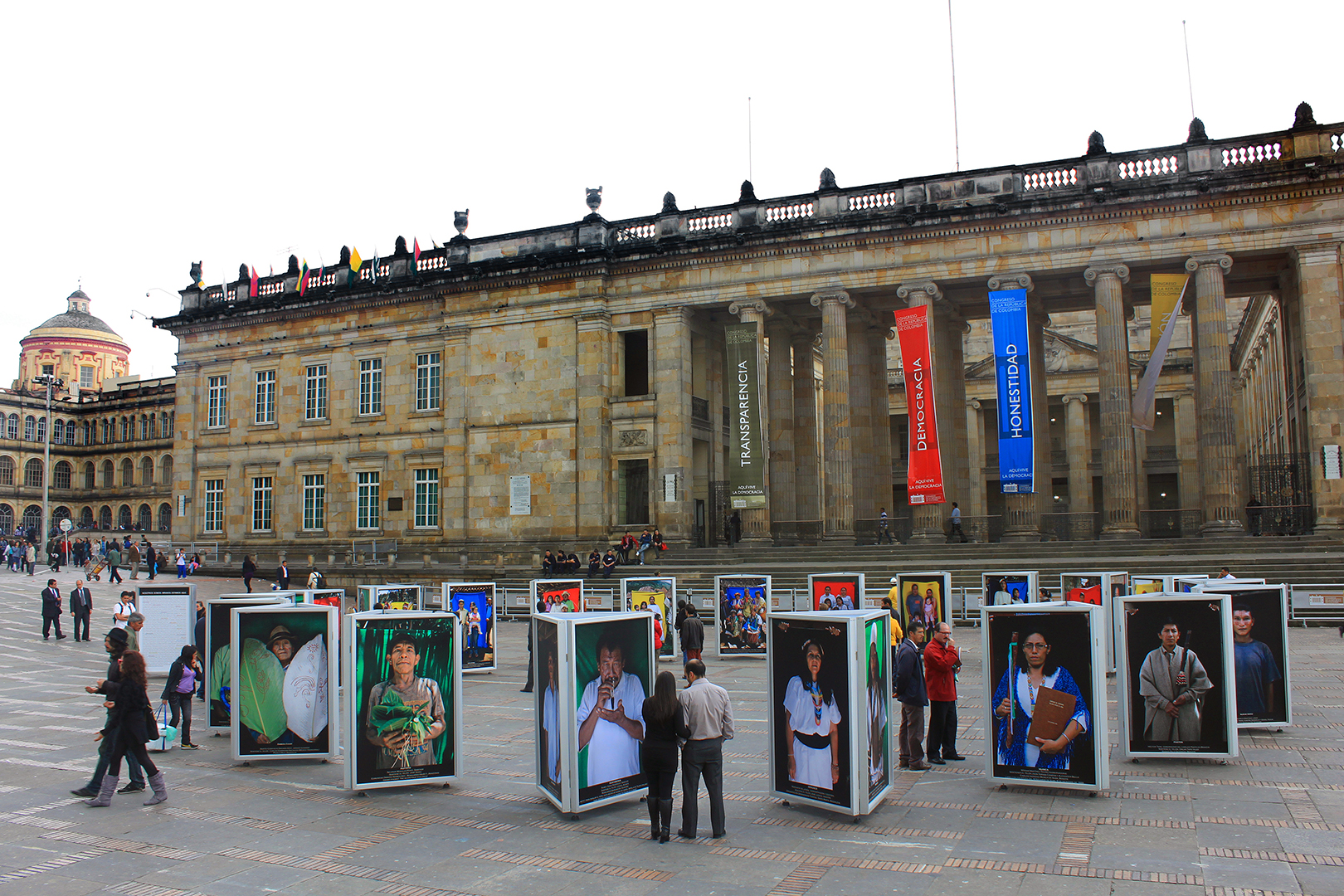
Míranos. Estamos aquí. Plaza de Bolívar, Bogotá. 2010.

En 2009 fue invitado por el Ministerio de Cultura de Colombia para desarrollar la propuesta expositiva Míranos. Estamos aquí  , enfocada en 22 pueblos indígenas de Colombia cuyas lenguas están amenazadas -principalmente por el conflicto armado- que se exhibió en Bogotá, así como en otras ciudades de Colombia.

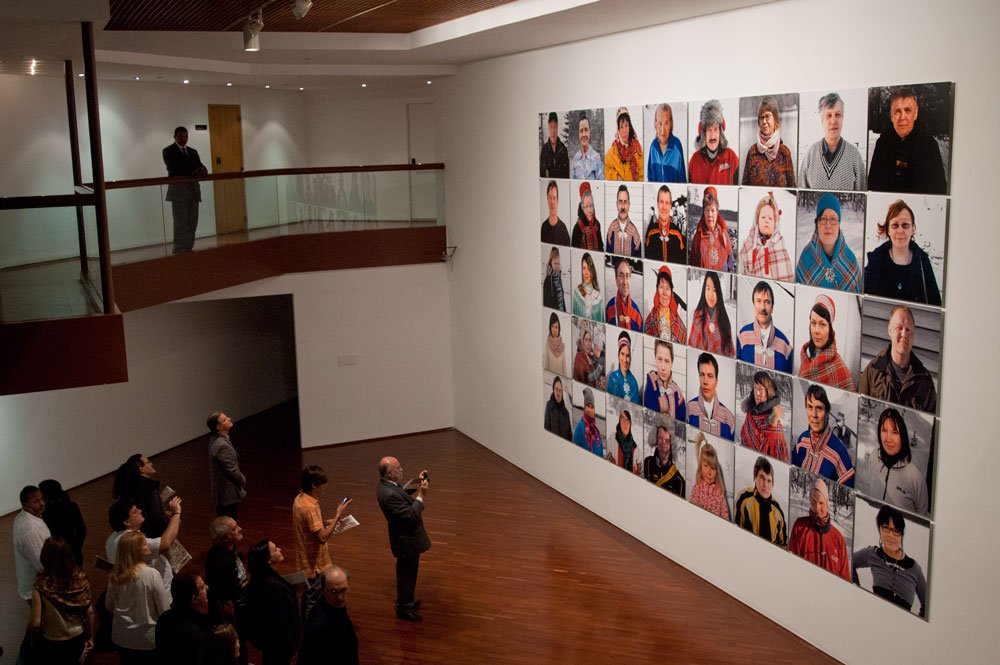
520 renos. Homenaje a la lengua Sàmi. Centro cultural BOD-Corpbanca, Caracas. 2011.

También en 2009 fue invitado por el Gobierno de Finlandia y el Parlamento Saami para desarrollar 520 renos. Homenaje a la lengua Sàmi, proyecto que resalta la importancia de dicha lengua para los Sàmi, únicos indígenas que aún existen en Europa Occidental. Esta serie fue expuesta en Venezuela (Centro Cultural BOD Corpbanca, 2011) y en Finlandia, y una de sus piezas, en la sede de las Naciones Unidas de Nueva York, a propuesta del Parlamento Sàmi y en el marco del evento Indigenous peoples and food sovereignty. Actualmente toda la serie forma parte del patrimonio del Museo SIIDA de los Sàmi, en Finlandia.
En 2010 fue invitado por la institución Art Works for Change  y Naciones Unidas para realizar la propuesta Millones de piezas. Un rompecabezas , con la que se celebró el Día Mundial del Ambiente 2010  Archivado el 19 de noviembre de 2011 en Wayback Machine.  Archivado el 13 de septiembre de 2011 en Wayback Machine. en Ruanda, y que posteriormente se exhibió en Field Musem de Chicago . Este trabajo estuvo relacionado con la diversidad biológica y la realidad ambiental de Ruanda.
En 2012 presentó Las Plañideras  , una de sus obras más personales. Esta serie constituye una reflexión sobre el duelo y la represión de las emociones en la cultura contemporánea, para lo que rescata a las últimas representantes de un oficio en extinción. La galería venezolana D'Museo la ha expuesto, total o parcialmente, en Caracas (2012), Seúl (2012), Nueva York (2012) y Lima (2013).
En 2014 presentó Omertà petrolera. La era del silencio, videoinstalación realizada a partir de video-retratos hechos a víctimas de tortura y/o uso excesivo de la fuerza por parte de los cuerpos militares y paramilitares del gobierno de Nicolás Maduro, en el marco de las protestas civiles que tuvieron lugar entre los meses de febrero y mayo de ese año. 
Su más reciente trabajo, La piel de Marte, realizado a partir de imágenes del vecino planeta de la NASA y de esculturas del dios Marte de importantes museos y colecciones del mundo, se presenta como una reflexión acerca de la violencia de la guerra y las marcas que nos deja como especie y como individuos.